# Boloria hypoarsilache
Boloria hypoarsilache är en fjärilsart som beskrevs av Ruggero Verity 1932. Boloria hypoarsilache ingår i släktet Boloria och familjen praktfjärilar. Inga underarter finns listade i Catalogue of Life.